# Wittes
Wittes é uma comuna francesa na região administrativa de Altos da França, no departamento de Pas-de-Calais. Estende-se por uma área de 3,92 km². Em 2010 a comuna tinha 998 habitantes (densidade: 254,6 hab./km²).